# バスティオン-03
バスティオンｰ03（ウクライナ語: Бастіон-03）はウクライナの多連装ロケット砲システムである。

## 概要
ソ連/ロシア製のBM-27をウクライナ製コンポーネントに置き換えたのがバスティオンｰ03で、2010年に採用されたがメーカーが破綻し、開発は停滞した。
これを打開すべくシュペティフスキー修理工場が手掛けたのがブレーヴイで、シャーシをチェコ製タトラ815-7トラックに換え、戦場での情報交換システムを含むデジタル射撃統制システムにして、目標発見から発射までの時間を短縮している。
本格的な生産に入る直前にウクライナ侵攻を受け、2022年6月にハルキウ方面で実戦投入されたのが確認されている。